# Mont Moux (Saône-et-Loire)
Pour les articles homonymes, voir Mont Moux.
Le mont Moux est un sommet du massif du Morvan, situé à Anost, en Saône-et-Loire en France. Il s'élève à 753 mètres d'altitude.

## Toponymie
Le mont Moux ne dispose pas d'ancien toponyme connu.

## Géographie
Le mont Moux est situé à proximité de la frontière ouest d'Anost. Au pied de son versant ouest se forme le tripoint avec les communes nivernaises de Lavault-de-Frétoy (au nord) et Arleuf (au sud).

## Histoire
L'archéologue morvandiau Hippolyte Marlot, dans une publication de 1903, signale la découverte de haches de bronze à talon sur le mont Moux. En 1930, une hache est conservée au musée de Montsauche et une autre par la commission archéologie de la Côte-d'Or à Dijon. On ne sait pas si elles ont été trouvées ensemble. Marlot signale un total de six haches sorties de terre au mont Moux et au hameau les Rolins à Arleuf, deux sites séparés par quatre kilomètres. Aucune illustration des découvertes n'est connue,,.
Durant la Seconde Guerre mondiale, le maquis résistant Socrate tient sa base sur son flanc nord.